# Proceratophrys aridus
Espèce
Proceratophrys aridus est une espèce d'amphibiens de la famille des Odontophrynidae.

## Répartition
Cette espèce est endémique du Ceará au Brésil.

## Publication originale
- Cruz, Nunes & Juncá, 2012 : Redescription of Proceratophrys cristiceps (Müller, 1883)(Amphibia, Anura, Odontophrynidae), with description of two new species without eyelid appendages from northeastern Brazil. South American Journal of Herpetology, vol. 7, no 2, p. 110-122.